# كمال أباد بالا (مشهد ميقان)
کمال أباد بالا (بالفارسية: کمال‌آباد بالا) هي قرية تقع في إيران في قسم مشهد میقان الريفي. يقدر عدد سكانها بـ 50 نسمة .